# La Baume-Cornillane
La Baume-Cornillane é uma comuna francesa na região administrativa de Auvérnia-Ródano-Alpes, no departamento de Drôme. Estende-se por uma área de 14,42 km². Em 2010 a comuna tinha 456 habitantes (densidade: 31,6 hab./km²).